# زنانة (مصطلح)

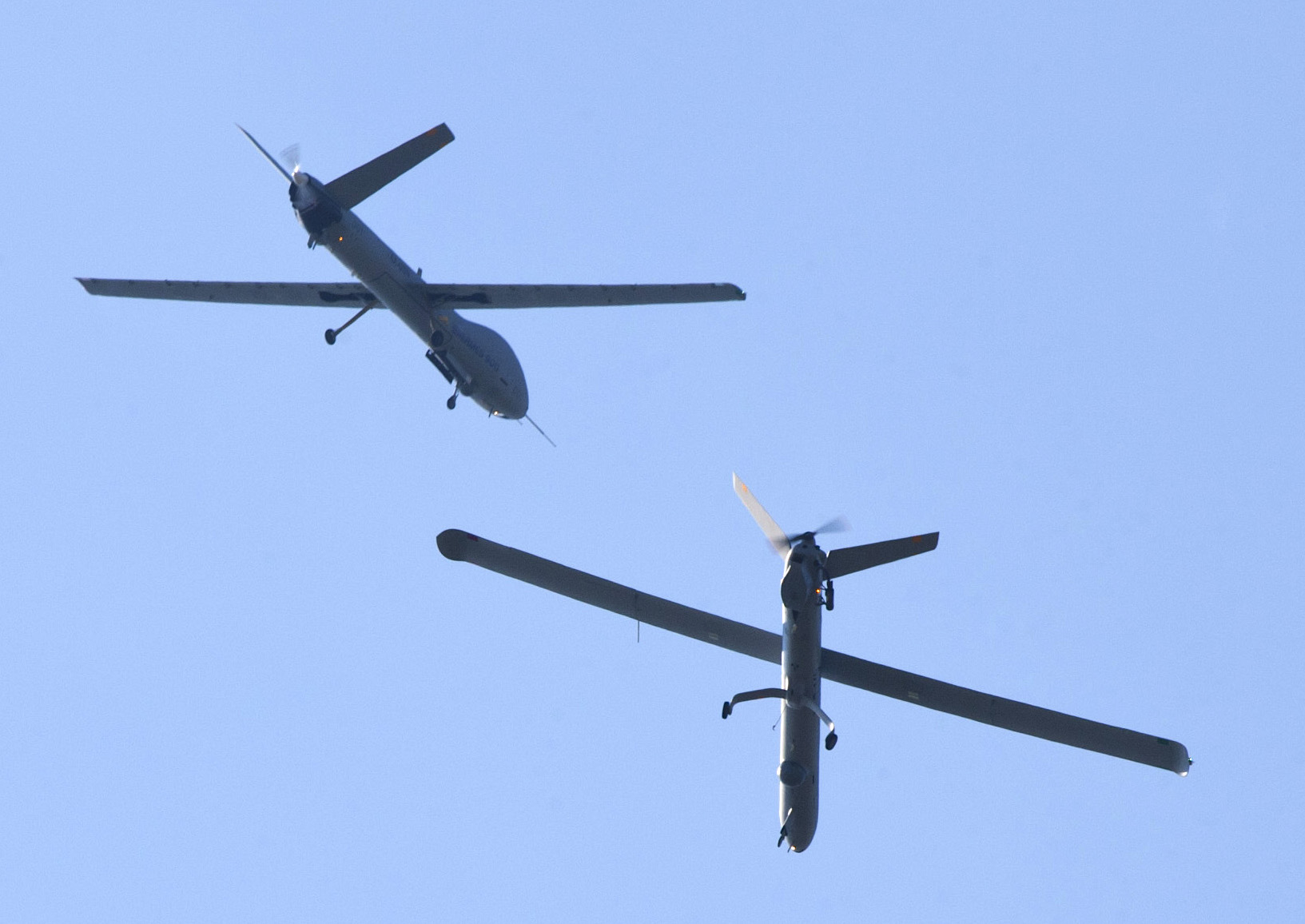
طائرات دون طيار تابعة لشركة أنظمة إلبيط الإسرائيلية تحلق على ارتفاع منخفض

زنانة هو مصطلح عربي عامي يستخدمه الفلسطينيون في قطاع غزة. وتعني الكلمة "الصوت الطنان" وتستخدم للإشارة إلى الضجيج الذي تصدره الطائرات الإسرائيلية دون طيار في سماء غزة، وكذلك للطائرات دون طيار نفسها.

## خلفية
احتلت إسرائيل قطاع غزة في حرب الأيام الستة عام 1967، ووضعته تحت الإدارة العسكرية الإسرائيلية. غيرت اتفاقيات أوسلو لعام 1993 انتشار القوات الإسرائيلية في غزة، مع احتفاظ السلطة الفلسطينية الجديدة بسلطة الشرطة، لكن إسرائيل احتفظت بالسيطرة على الحدود والطرق الرئيسية والمستوطنات الإسرائيلية والمناطق المحيطة بها. أدت الانتفاضة الثانية التي بدأت عام 2000 إلى فرض قيود إسرائيلية أكثر صرامة على الفلسطينيين في غزة. وفي عام 2005، انسحبت إسرائيل من قطاع غزة من جانب واحد، وأجلت المستوطنين وأفراد الجيش. ومع ذلك، واصلت إسرائيل بعد ذلك إرسال قواتها العسكرية إلى غزة حسب تقديرها،  واحتفظت بالسيطرة العملية على حدود غزة، ومجالها الجوي، ومياهها الإقليمية. في عام 2007، في أعقاب انتخاب حماس للسلطة في غزة، فرضت إسرائيل حصارًا لأجل غير مسمى على غزة، مما أدى إلى تقييد حركة الأشخاص والبضائع بما في ذلك الإمدادات الغذائية والبنية التحتية.
إسرائيل هي إحدى الشركات الرائدة في تصنيع وتصدير المُسيَّرات، وتستخدم المُسيَّرات على نطاق واسع في عملياتها العسكرية. طورت المُسيَّرات الإسرائيلية أول مرة في الثمانينات لأغراض المراقبة أثناء الاحتلال الإسرائيلي لجنوب لبنان. منذ عام 2000، تواجدت المُسيَّرات الإسرائيلية بشكل شائع في سماء قطاع غزة، حيث استخدمت في البداية للمراقبة؛ وقد حدثت الهجمات الصاروخية التي استهدفت الأشخاص والبنية التحتية أول مرة في عام 2004 وانتشرت في عام 2006 بعد انسحاب إسرائيل من جانب واحد. وفقًا لبيانات الجيش الإسرائيلي، حلقت طائرات دون طيار مدة 6000 ساعة في المجال الجوي لغزة خلال الأزمة الإسرائيلية الفلسطينية التي استمرت 11 يومًا في عام 2021 ؛ 4,000 ساعة طيران شهريًا هي إحصائية نموذجية في غزة. بالإضافة إلى مراقبة وقتل كل من المسلحين والمدنيين، وأغلبية القتلى من المدنيين، تنتج المُسيَّرات ضجيجًا شبه مستمر مسموع من الأرض، تعطل استقبال القنوات الفضائية، وخلق تأثير نفسي ينطوي على الخوف بين السكان الفلسطينيين في غزة. تؤدي الزيادات في الحجم إلى توليد الخوف من التصعيد العسكري، كما أن الطنين المستمر يعرقل النوم. 

## المعنى والاستخدام
الترجمة الحرفية التقريبية للكلمة العربية زنانة هي "صوت طنين" أو "مثير للضوضاء".
في مصر، المتاخمة لغزة والتي أثرت على ثقافتها، الزنانة مصطلح عامي يشير إلى الزوجة المزعجة. اعتمد الفلسطينيون في قطاع غزة هذا المصطلح للإشارة إلى الضجيج الطنان الذي تصدره الطائرات الإسرائيلية دون طيار، والذي يمكن سماعه من الأرض وفي بعض الأحيان يعطل نوم الناس في غزة. من خلال مجاز مرسل، يُستخدم المصطلح أيضًا للإشارة إلى المُسيَّرات نفسها. كما استخدمت من قبل الفلسطينيين في غزة للإشارة إلى المخبرين الداخليين الذين يقدمون المعلومات إلى حماس أو السلطة الفلسطينية.
كثيرا ما يشتكي سكان غزة من الزنانة على وسائل التواصل الاجتماعي، مشيرين إلى الصوت الذي تصدره المُسيَّرات ووجود المُسيَّرات نفسها.  وقد ورد ذكرها أيضًا في العديد من الأعمال الأدبية للفلسطينيين في غزة.